# Томас Степлтон
Томас Степлтон (англ. Thomas Stapleton; Генфілд, Сассекс, липень 1535 — Левен, 12 жовтня 1598) — англійський католицький священник і полеміст.

## Біографія
Томас був сином Вільяма Степлтона, одного зі Степлтонів з поселення Карлтон в окрузі Селбі, Північний Йоркшир. Освіту здобув у Вільній школі в Кентербері, Вінчестерському коледжі та Новому коледжі в Оксфорді, членом якого став 18 січня 1553 року. Після вступу на престол Єлизавети I він залишив Англію, не бажаючи підкорятися новій релігії, і поїхав спочатку до Левена, а потім до Парижа, щоб вивчати теологію.
У 1563 році, перебуваючи в Англії, він був викликаний англіканським єпископом Вільямом Барлоу, щоб відректися від влади Папи, але відмовився і був позбавлений статусу пресвітера Вудхорна в Чичестерському соборі, наданого йому в 1558 році. Після цього він усамітнився в Левені разом з батьком та іншими родичами. У 1568 році він приєднався до кардинала Аллена в Дуе і взяв активну участь у заснуванні тамтешнього Англійського коледжу, як читаючи лекції, так і віддаючи на його утримання свою зарплату викладача теології в Анчинському коледжі.
Він був призначений публічним професором богослов'я та каноніком святого Амата; і разом з Алленом він здобув ступінь DD 10 липня 1571 року. У 1584 році він відмовився від цих преференцій, щоб увійти до Товариства Ісуса, але не завершив новіціят і повернувся до Дуе. Філіп II Іспанський призначив його професором Священного Писання в Левенському католицькому університеті в 1590 році, до якого був приєднаний канонік у церкві Св. Петра; і незабаром після цього він був призначений деканом Гільверенбека в римо-католицькій єпархії Гертогенбос. Усі винагороди цих установ були витрачені на допомогу нужденним англійським католикам. Тим часом його слава як богослова поширилася до Риму, і папа Климент VIII так багато думав про його богословські твори, що змусив їх читати вголос за своїм столом. Двічі він марно запрошував Степлтона до Риму, але його пропозиція зробити його протонотарієм Апостольським у січні 1597 року була прийнята. Вважалося, що він буде призначений кардиналом, пропозиція, яку не схвалив Альфонсо Агаццарі, SJ, ректор Англійського коледжу, і на шляху його подорожі до Риму були поставлені перешкоди (Eley, «Certaine Briefe Notes», стор. 254). Відповідно він залишався в Левені до своєї смерті в наступному році. Він залишив свої книги та рукописи (нині втрачені) англійському коледжу в Дуе. Оригінальна картина Степлтона зберігається в абатстві Дуе, Вулгемптон, Англія.
Томас Степлтон був призначений публічним професором теології та каноніком святого Аматуса; разом з Алленом він здобув ступінь доктора філософії 10 липня 1571 року. У 1584 році він відмовився від цих преференцій, щоб вступити до Товариства Ісуса, але не закінчив новіціят і повернувся в Дуе. У 1590 році Філіп II Іспанський призначив його професором Святого Письма в Левенському католицькому університеті, до якого була приєднана канонічна церква Святого Петра, а незабаром його призначили деканом Хільверенбека в римсько-католицькій єпархії Хертогенбосха. Всі кошти, отримані на цих посадах, він витрачав на допомогу нужденним англійським католикам. Тим часом його слава як богослова поширилася до Риму, і Папа Климент VIII був настільки захоплений його богословськими працями, що наказав читати їх вголос за своїм столом. Двічі він марно запрошував Степлтона до Риму, але його пропозиція зробити його апостольським протонотарем у січні 1597 року була прийнята. Загалом вважалося, що він стане кардиналом, але це припущення не схвалив Альфонсо Агаццарі, ректор Англійського коледжу, і на шляху його подорожі до Риму були створені перешкоди (Eley, «Certain Briefe Notes», ст. 254). Тому він залишився в Левені аж до своєї смерті наступного року. Свої книги та рукописи (нині втрачені) він залишив Англійському коледжу в Дуе. Оригінал картини Степлтона зберігається в абатстві Дуе, Вулгемптон, Англія.

## Твори
Першими його творами були переклади: прп. Беда «Історія Церкви в Англії / History of the Church in England» (Антверпен, 1565), «Апологія Стафіла / Apology of Staphylus» (Антверпен, 1565) і Хосія про «Виразне Слово Боже / The Expresse Word of God» (1567).
Його оригінальних праць було дуже багато: «A Fortress of the Faith» (Антверпен) містить найбільш раннє вживання терміну «гугеноти», «A Return of Untruths» (Антверпен, 1566); «A Counterblast to M. Horne's vain blast» (Левен, 1567); «Orationes funebres» (Антверпен, 1577); «Principiorum fidei doctrinalium demonstratio» (Париж, 1578); «Speculum pravitatis hæreticæ» (Дуе, 1580); «De universa justificationis doctrina» (Париж, 1582); «Tres Thomæ» (Дуе, 1588); «Promptuarium morale» у двох частинах (Антверпен, 1591, 1592); «Promptuarium Catholicum in Evangelia Dominicalia» (Кельн, 1592); «Promptuarium Catholicum in Evangelia Ferialia» (Кельн, 1594) і «Promptuarium Catholicum in Evangelia Festorum» (Кельн, 1592); «Relectio scholastica» (Антверпен, 1592); «Authoritatis Ecclesiasticæ circa S. Scripturarum approbationem defensio» (Антверпен, 1592); «Apologia pro rege Philippo II» (Констанція, 1592), видана під каламбурним псевдонімом Didymus Veridicus Henfildanus, тобто Томас Конюшний [правдивий] Хенфілдіт. «Antidota Evangelica», «Antidota Apostolica contra nostri Temporis Hæreses» (обидві в Антверпені, 1595); «Antidota Apostolica in Epistolam Pauli ad Romanos» (Антверпен, 1595); «Triplicatio inchoata» (Антверпен, 1596); «Antidota Apostolica in duas Epistolas ad Corinthios» (Антверпен, 1598); «Orationes catecheticæ» (Антверпен, 1598); «Vere admiranda, seu de Magnitudine Romanæ Ecclesiæ» (Антверпен, 1599); «Orationes academicæ miscellaneæ» (Антверпен, 1602); «Oratio academica» (Майнц, 1608).
Всі його твори були перевидані в Парижі в 1620 році в чотирьох фоліантах з автобіографією автора латинськими віршами та «Vita Thomæ Stapletoni» Генрі Голландського.